# Kaltenkirchen
Kaltenkirchen település Németországban, Schleswig-Holstein tartományban. Lakosainak száma 23 478 fő (2023. december 31.).

## Népesség
A település népességének változása:
| Lakosok száma | 10 251 | 20 331 | 21 386 | 21 813 | 23 191 | 23 538 | 23 478 |
|               | 1975   | 2015   | 2017   | 2019   | 2021   | 2022   | 2023   |